# Heiko Werning
Heiko Werning (* 24. August 1970 in Münster) ist ein deutscher Reptilienforscher, Autor, Schriftsteller und Liedermacher.  

## Leben
Heiko Werning besuchte bis 1990 das Kardinal-von-Galen-Gymnasium in seiner Geburtsstadt und lebt seit 1991 in Berlin-Wedding. An der TU Berlin begann er ein Studium des Technischen Umweltschutzes und der Geographie.  
Werning konzipierte und gründete mehrere herpetologische Fachzeitschriften. Seit 1996 ist er verantwortlicher Redakteur von Reptilia, von 2000 bis 2015 leitete er Draco, von 2006 bis 2018 Terraria. Er verantwortet zudem elaphe, die Mitgliedszeitschrift der Deutschen Gesellschaft für Herpetologie und Terrarienkunde. 2015 war er Gründungsmitglied des Vereins Frogs and Friends und von 2018 bis 2022 Projektleiter des Erhaltungszuchtprogramms Citizen Conservation. 2019 wurden dessen Geschäftsführer Björn Encke und Werning dafür mit dem Titel Kultur- und Kreativpiloten der Bundesregierung ausgezeichnet.
Werning ist Autor von Fachbüchern über Reptilien und Verfasser zahlreicher Bände mit humoristischen Kurzgeschichten. Sie gehen auf seine regelmäßigen Auftritte bei den Berliner Lesebühnen Die Brauseboys und Reformbühne Heim & Welt zurück. Daneben schreibt er Kolumnen und Beiträge für die tageszeitung, jungle world und Titanic. Werning ist zudem Mitgründer und Betreiber des Musiklabels und Hörbuchverlags Reptiphon.
Von Okapi, Scharnierschildkröte und Schnilch (mit Ulrike Sterblich) wurde 2022 als Wissensbuch des Jahres ausgezeichnet.

## Werke (Auswahl)

### Als Autor
- Wedding sehen und sterben. Geschichten aus dem Bermuda-Dreieck Berlins. Edition Tiamat, Berlin 2020, ISBN 978-3-89320-261-4.
- Vom Wedding verweht. Edition Tiamat, Berlin 2017, ISBN 978-3-89320-218-8.
- Im wilden Wedding. Zwischen Ghetto und Gentrifizierung. Geschichten. Edition Tiamat, Berlin 2014, ISBN 978-3-89320-185-3.
- Schlimme Nächte. Von Abstürzen und bösen Überraschungen. Edition Tiamat, Berlin 2012, ISBN 978-3-89320-161-7.
- Mein wunderbarer Wedding. Geschichten aus dem Prekariat. Edition Tiamat, Berlin 2010, ISBN 978-3-89320-143-3.
- In Bed with Buddha. Ein episodischer Entwicklungsroman. Edition Tiamat, Berlin 2007, ISBN 978-3-89320-113-6.
- Was die Leute sagen. Audio-CD. 2006.
- mit Gastbeiträgen: Iguana à la carte. Tiergeschichten. Natur und Tier Verlag, Münster 2006, ISBN 978-3-937285-55-9.
- Die Grüne Wasseragame Physignathus cocincinus. Natur und Tier Verlag, 2. Auflage. Münster 2004, ISBN 3-937285-32-6. Französisch: Le dragon d'eau. Physignathus cocincinus. Mouleydier 2007, ISBN 978-2-915740-27-1.

### Als Co-Autor oder Mitherausgeber
- mit Ulrike Sterblich: Von Okapi, Scharnierschildkröte und Schnilch. Galiani, Berlin 2022, ISBN 978-3-869-71255-0.
- als Mitglied der Brauseboys zuletzt: Auf Nimmerwiedersehen 2021. Ein Jahr wird abgewählt. Satyr Verlag, Berlin 2021, ISBN 978-3-947106-56-1
- als Mitherausgeber, mit Volker Surmann: Ist das jetzt Satire oder was? Beiträge zur humoristischen Lage der Nation. Satyr Verlag, Berlin 2015, ISBN 978-3-944035-56-7.